# دیلمان

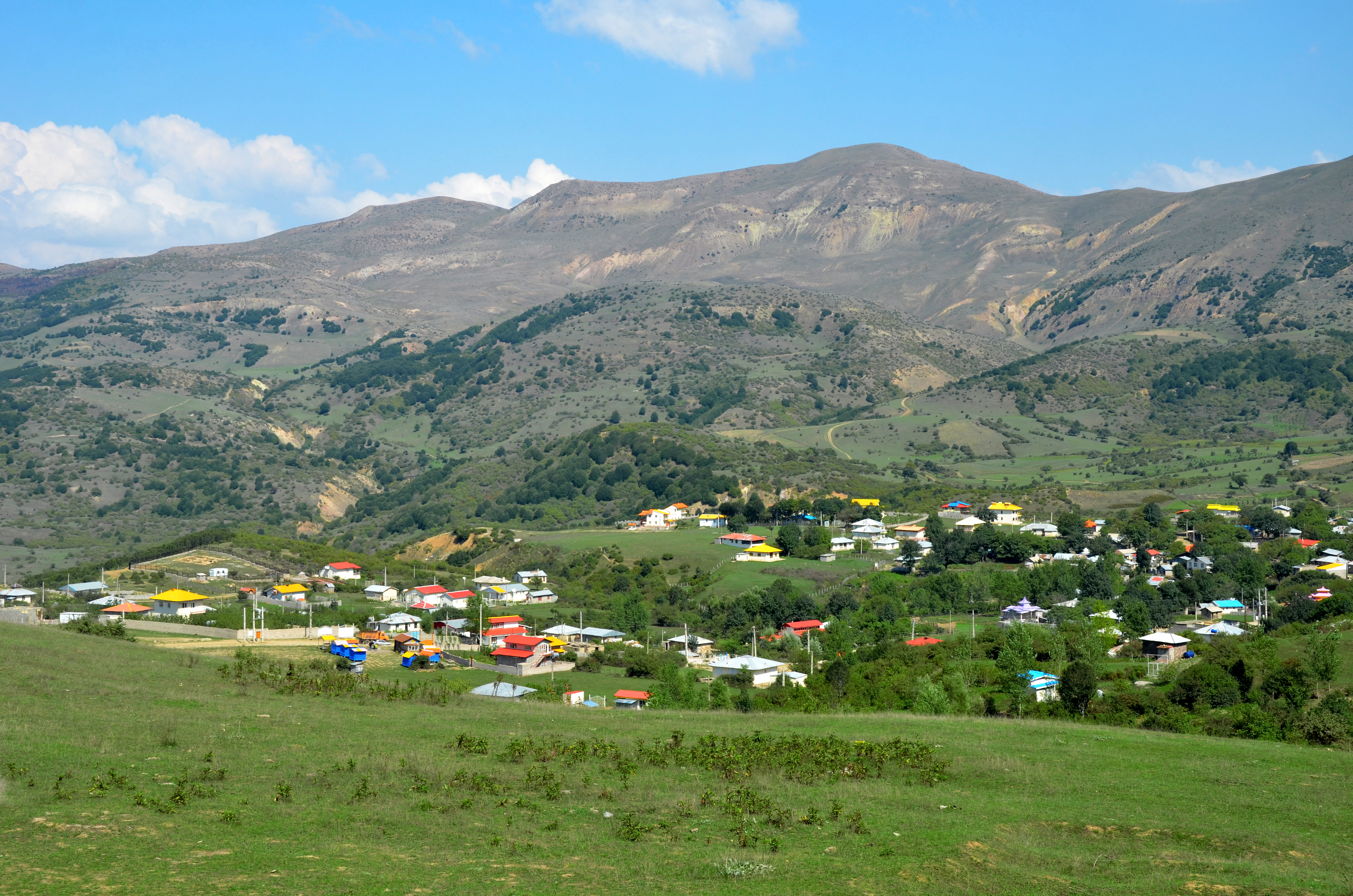
دورنمای دیلمان

دیلمان (به زبان گیلکی: دیلٚمؤن) یکی از شهرهای استان گیلان از توابع بخش دیلمان شهرستان سیاهکل در شمال ایران است. ارتفاع حدودی دیلمان از سطح دریا ۱۴۰۰ تا ۱۶۰۰ متر است.

## معنای دیلم
درباره معنای واژه دیلم چندین فرضیه مختلف مطرح شده است.
برای «دی» گاهی معنای سرما و زمستان بکار رفته‌است و با ترکیب آن با پسوند «لم» دیلم به معنای محل بسیار سرد است.این منطقه تا قرن پنجم هجری دیلم نامیده می‌شد و از قرن پنجم در متون نام دیلمان دیده می‌شود و اگر پیش تر از این نام استفاده شده بیانگر جمع اهل دیلم بوده‌است.
در ترکیب دیگری " دی" به معنای دادار و آفریننده است و " لم " معنای رحمت و بخشایش دارد، ترکیب این دو رحمت و بخشایش دادار و آفریننده می‌شود، که شاید به جهت وسعت نعمت در سواحل جنوبی دریای مازندران باشد.
در زبان طبری «لم» گاهی به معنای حصار طبیعی پوشیده از شاخه های سبز تمشک و نیز گیاه خاردار تمشک وحشی است و یکی از معانی «دی» نیز آبادی است که ترکیب آن معنای آبادی محصور در حصار های طبیعی از شاخه های سبز تمشک را می دهد. معنای دیگر لم در زبان طبری برکه عمیق، ژرف و گود است، اما انطباق آن بر دیلمان قطعی نیست زیرا دیلمان منطقه ای کوهستانی بوده است.

## نام قوم دیلم

### الیمایی
در دوران اشکانیان، دیلمیان با نام الیمایی (Elymaioi) شناخته می‌شدند. نخستین بار پولیبیوس به قوم الیمایی (Elymaioi) در شمال ایران در همسایگی اقوام آناریاکه، کادوسی و ماتیانی اشاره نمود. پس از وی پلوتارک نیز به قوم الیمایی در سرزمین ماد اشاره نمود. همچنین بطلمیوس به ناحیه الیمایس (Elymaís) اشاره می‌کند که تپوری‌ها از آنجا تا سرچشمه‌های رود چرینداس سکونت داشتند.

### دیلم
در عهد ساسانی اقوام دیلم با نام دیلُم (dēlum، با یای مجهول) شناخته می‌شدند. موسی خورنی مورخ ارمنی سده پنجم از این مردم با عنوان دلوم یاد می‌کند. سبئوس مورخ ارمنی سده هفتم نیز از این مردم با نام دلوم یاد می‌کند که در ارتفاعات ماد ساکن بودند.
در دوران اسلامی از این قوم با نام دَیلَم یاد شده‌است.

## جمعیت
براساس سرشماری سال ۱۳۹۵ جمعیت دیلمان برابر با ۵٬۲۷۰ نفر بوده‌است.
مردم شهرستان سیاهکل گیلک هستند و به زبان گیلکی سخن می‌گویند. در مناطق جلگه‌ای گویش بیه‌پیش از زبان گیلکی و در ارتفاعات این شهرستان مانند بخش دیلمان، گویش گالشی (دیلمی) از زبان گیلکی رایج است. گونه‌ای از گیلکی یعنی گالشی در نواحی دیلمان، اشکورات و املش رواج دارد.

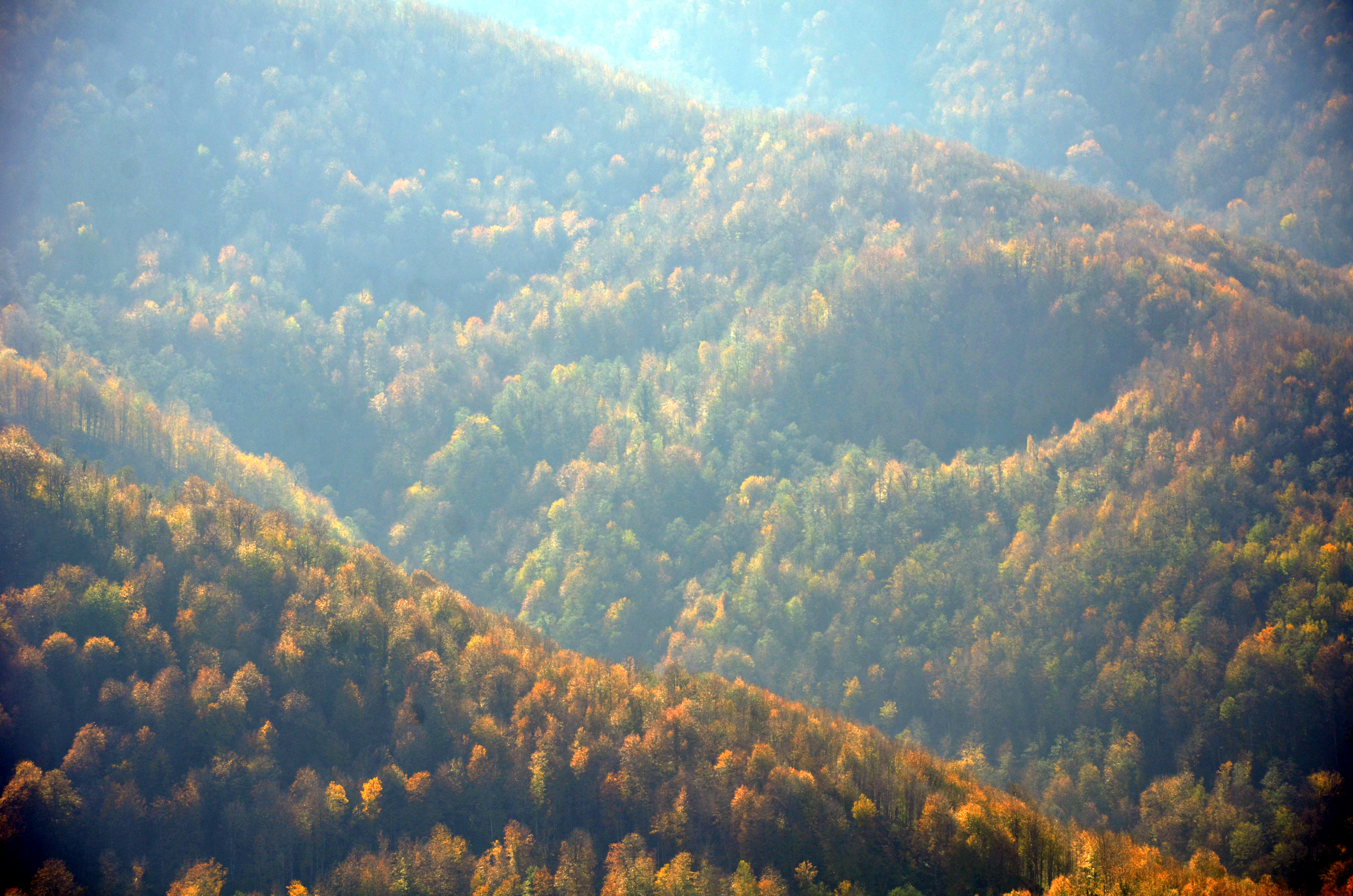

## پیشینه
مهر استوانه‌ای یافت شده در یکی از گورستان‌های بخش دیلمان که گورهای گبرها نام دارند مربوط به بیش از ۵ هزار سال قبل می‌باشد. این مهر در موزه لنینگراد نگهداری می‌گردد.
مطلبی دیگری از کتاب حدودالعالم المشرق من الی مغرب به تألیف ۳۷۲ ه‍.ق که در کتاب مازندران در تاریخ نیز بدان اشاره شده‌است به گونه‌ای که دیلمان را تعریف می‌کند تداعی‌کننده منطقه تنکابن تا سیاهکل امروزی می‌باشد:"دیلمان میان تبرستان و کوهستان (جبال) و گیلان است. مردمان آن دو گروه هستند:یک گروه بر کران دریا باشند. گروه دیگر در کوهستان‌ها، و گروهی هم میان ان دو، این منطقه دیلمان که بر کران دریا است ده ناحیه است، چون:لنزا، واریوا، لنگا، مرد، چالک رود، کرک رود، دیناررود، جودا هنجان (جواهرده نتهیجان)، رودبار، هوسم (رودسر).
گیلان ناحیتیست جدا میان دیلمان و جبال و آذربایگان و دریاء خزران و این ناحیتیست بر صحرا نهاده میان با آبهاء روان بسیار، یکی رودیست عظیم سپید رود خوانند، میان گیلان ببرد و به دریاء خزران افتد، و این گیلان دو گروه اند، یک گروه میان دریا و این رودند و ایشان را «از این سوی رودی» خوانند و گروهی دیگر میان رود و کوهند ایشان را «از آن سوی رودی» خوانند، اما «ازین سوی رودیان» را هفت ناحیتست بزرگ چون: لافجان، میالفجان، کشکجان، برفجان، داخل، تجن، جمه؛ و اما آنک «از آن سوی رودیان» اند ایشان را یازده ناحیتست بزرگ چون حانکجان، نَنَک، کوتم، سراوان، پیلمان شهر، رشت، تولیم، دولاب، کهن روذ، استراب، خوان بلی
سرزمین دیلمان زادگاه دانشمندان اسلامی چون سلار دیلمی بوده‌است واما هرگز از طریق جنگ اعراب نتوانستند بر این سرزمین غالب شوند. این علویان بودند که هنگامی که از جور عباسیان به آن مناطق پناه آوردند اسلام در قلب دیلمیان جای گرفت و بعدها سلسله‌های زیاریان و بویهیان و کاکوان و مسافریان (کنگریان) از این سرزمین برخاستند و بویهیان (آل بویه) که بعدها بخاطر دشمنی با آل زیار به دشمن زیاری معروف شد به دست گشتاسب پسر بزرگ بویهخلیفه عباسی را به زیر فرمان آوردند اما با اینکه قدرتمندترین سلسله ایرانی پس از اسلام بودند خلیفه را خلع نکردند و وی را نکشتند.
با گریزی مجدد به دوره قبل از اسلام می‌توان دید که تمدن دیلمان یار و همرزم و پشتیبان هخامنشیان و اشکانیان بوده‌اند. شاهد مثال این ادعا دلاوری وهرز دیلمی گماشته دربار ساسانی بر دیلم و پسرش در جنگ ایران با یمن می‌باشد. قدرت پرتاب تیر و مهارت این سردار بزرگ ایران باعث کشته شدن شاه حبشی یمن از فاصله‌ای خیلی دور شد و ایران در اوایل جنگ پیروز گردید. تیر اصابت نموده به پیشانی شاه یمن به نوعی خونخواهی وهرز به خاطر کشته شدن پسرش به دست دشمن بوده‌است.

## گیلان از اسلام تا عصر حاضر
گیلانیان در دوره‌های قبل از اسلام کم و بیش آزاد و مستقل زندگی می‌کردند و با تشکیل پادشاهی‌های کوچک بر سرزمین خود فرمان می‌راندند.
بعد از ظهور اسلام و سقوط پادشاهی ساسانیان، که سراسر ایران از رود فرات تا رود جیحون و از خلیج فارس تا اراضی قفقاز به دست اعراب افتاد، گیلانیان و دیلمیان و طبریان در پناه رشته کوه‌های البرز به مقاومت قهرمانانه‌ای دست زدند و از ورود تازیان به سرزمین‌های خود جلوگیری کردند. قسمت‌های وسیعی از کرانه‌های خزر، مخصوصاً گیلان، در سایه وضع طبیعی و جغرافیایی خود و به نیروی پایداری و استقامت و دلاوری مردان سلحشور و آزاده خویش تا دو قرن و نیم بعد از حمله اعراب در برابر سیل خروشان لشکر اسلام مقاومت کردند و تن به خواری و زبونی تسلیم ندادند. رشته کوه‌های بلند و سخت‌گذر البرز از یک سو و آبهای متلاطم دریای خزر از سوی دیگر این خطه را به صورت دژ جنگی مستحکمی درآورده بود که ساکنان آن را در مقاومتهای دلیرانه علیه مهاجمان عرب یاری می‌کرد. با تمام توانایی و قدرتی که کشور گشایان عرب در آن زمان داشتند ساکنان کرانه‌های خزر، سر به اطاعت آنان فرود نیاورده استقلال و آزادی خود را حفظ کردند.
در «صوره الارض» به دفعات گیلان، در قرون اولیه هجری مورد تأیید قرار گرفته‌است. در معرفی کوه‌های دیلم نیز آمده: «اما سبب این که جبال دیلم به همین نام خوانده شده‌است این است که استقلال دارد و پادشاهانی در آنجا حکومت می‌کنند.» در جای دیگر راجع به دیلمیان چنین اظهار نظر می‌کند: " دیلمیان در روزگار اسلام بیشتر در کفر بودند تا زمان حسن بن زید... که به دعوت وی علوی و مسلمان شدند.
هنگامی که یزدگرد سوم آخرین شهریار ساسانی در حال فرار از چنگ سپاهیان عرب به دست آسیابانی کشته شد، در کناره‌های دریای کاسپین ، گیلان، طبرستان، رویان و گرگان خاندان هایی در آنجا در حال فرمانروائی بودند. بعضی از آن‌ها برای زیاد کردن نفوذ خود در منطقه ریشه خود را به شاهزادگان ساسانی و بزرگان ساسانی ربط می دادند و متحد دربار ساسانی به‌شمار می‌رفتند و برخی نیز مستقل یا نیمه مستقل بودند. بعد از یزدگرد اغلب خاندانهای مزبور طی سالهای طولانی سپاهیانی را که خلفای بغداد برای گشودن این نواحی گسیل می‌داشتند در هم شکسته و به دشمنان آن‌ها یعنی سادات علوی پناه می‌دادند…
دیلمیان در تمام دورانی که سرزمین ایران به دست مغولها و اعراب افتاده بود. مناطق تحت سلطه دیلمیان به دور از تجاوز و به صورت مستقل اداره می‌شد. تا آن که سلطان محمد اولجایتوی مغول بر آن دست یافت و دوره نوینی از تاریخ دیلمان آغاز شد.به گفته رابینو دیلمیان در دو روستا کلارده و چوشل از روستاهای سیاهکل ساکن هستند. زندگی آنها تابستان‌ها در کلاچ خانی و زمستان در دشت می‌گذرد. مردم دهکده‌های دیلمان را دیلمی‌ها تشکیل می‌دادند، ولی آنها زمین‌های خود را فروختند و در برفجان (سیاهکل) ساکن شدند. در نیمه اول قرن نوزدهم محمدرضاخان عده زیادی از زندانیان را به دیلمان اورد، و آنها در آنجا تشکیل چهار طایفه طالش، جهانگیری، گسکری و اشکوری را دادند.

## دیلمان امروز
بسیاری از مردم دیلمان و اشکورات به علت تشابهات فرهنگی و نزدیک شدن به جاده دسترسی قزوین موافق رفت‌وآمد از خورگام می‌باشند. چون جاده اسپیلی به سیاهکل سخت‌گذر می‌باشد هم‌اکنون جاده دیلمان بره سر سنگرود در دست مطالعه می‌باشد. لازم است ذکر شود این جاده اختلاف ارتفاع پیموده شده در مسیر جلگه‌ای را نیز نخواهد داشت.
ساخت کارخانه سیمان گیلان سبز در منطقه کلارود پیرکوه این نیاز را دوچندان می‌کند. انتقال تجهیزات سنگین کارخانه سیمان از راه سیاهکل غیرممکن می‌باشد.
این امر می‌تواند به تشکیل یک فرمانداری به مرکزیت دیلمان یا بره سر با ترکیب خورگام، دیلمان، اشکور و عمارلو شود.
کارخانه‌های سیمان جز آلوده‌کننده‌ترین صنایع برای طبیعت می‌باشند، لذا با شروع به کار این کارخانه متأسفانه شاهد روزهای تلخی برای ییلاقات و کوهستانهای دیلمان خواهیم بود.

## نگارخانه

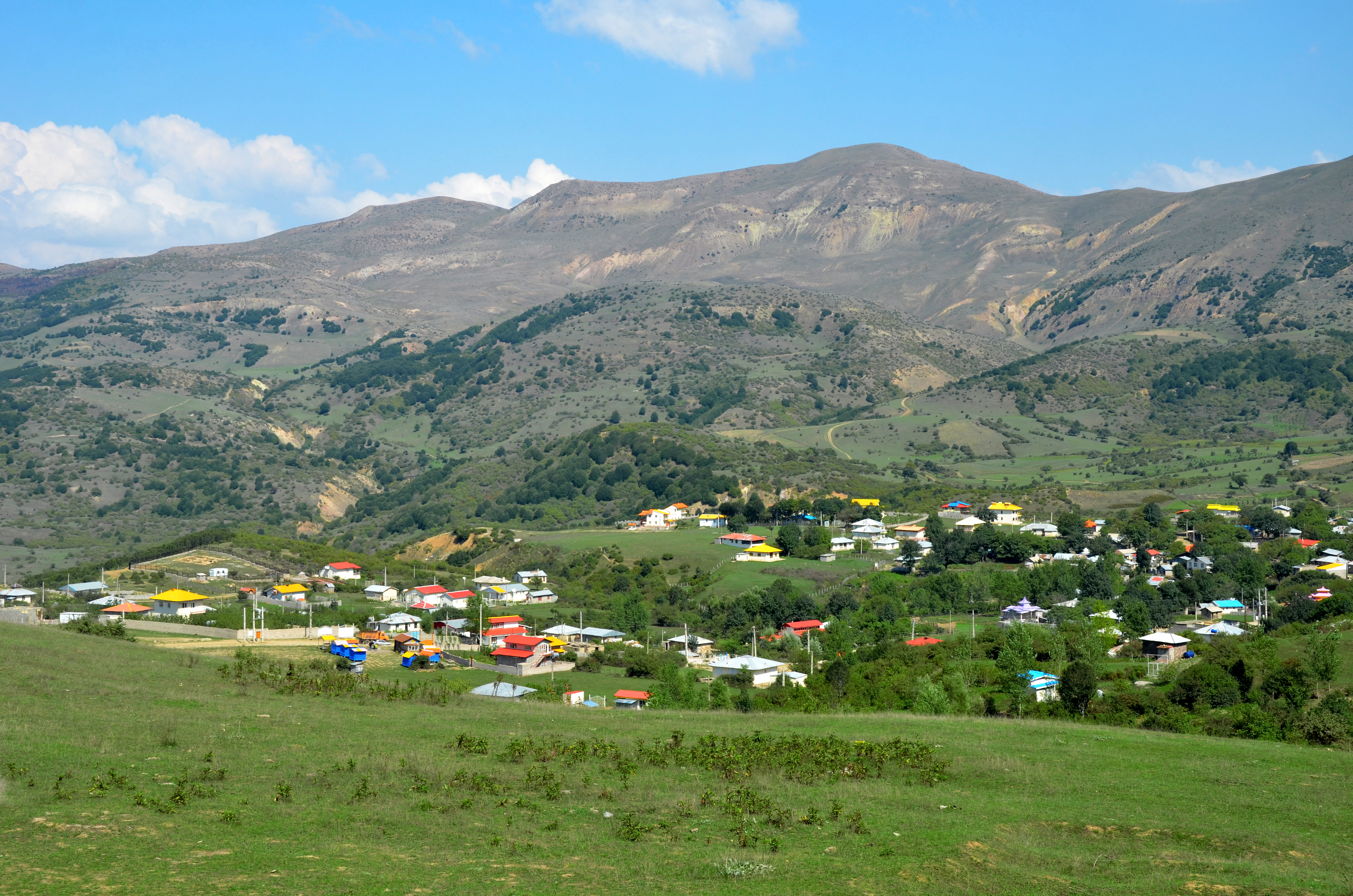
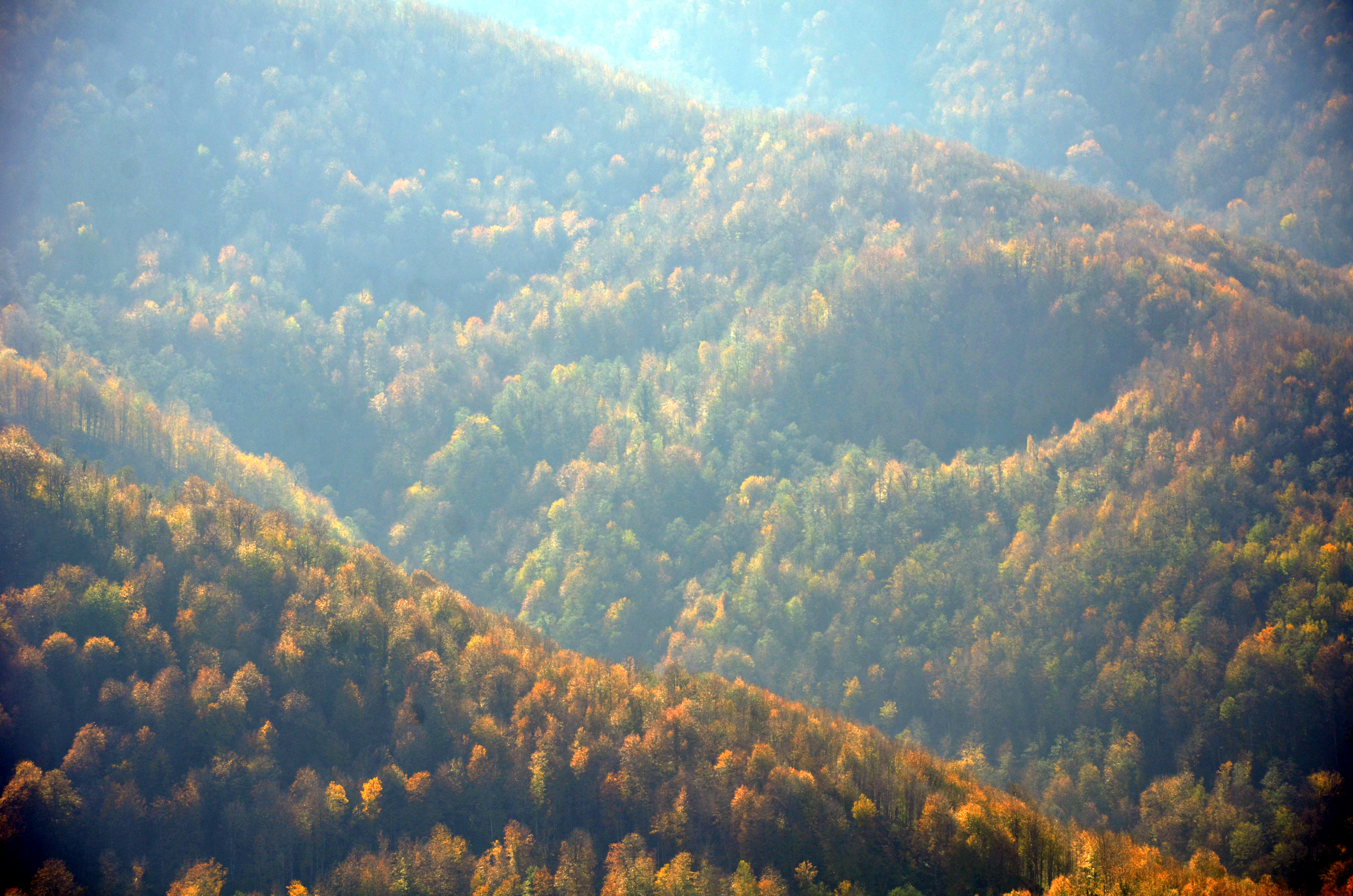
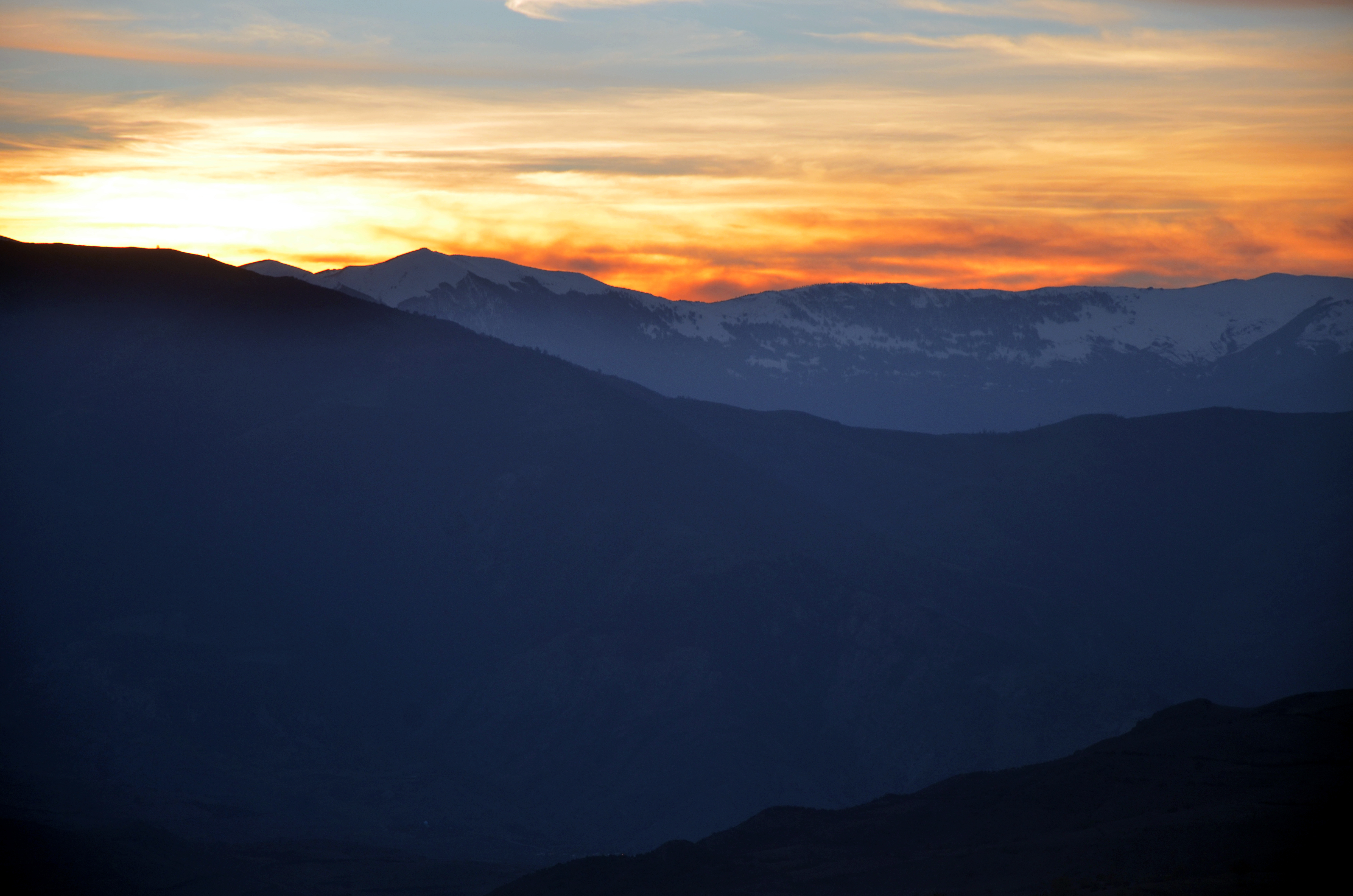
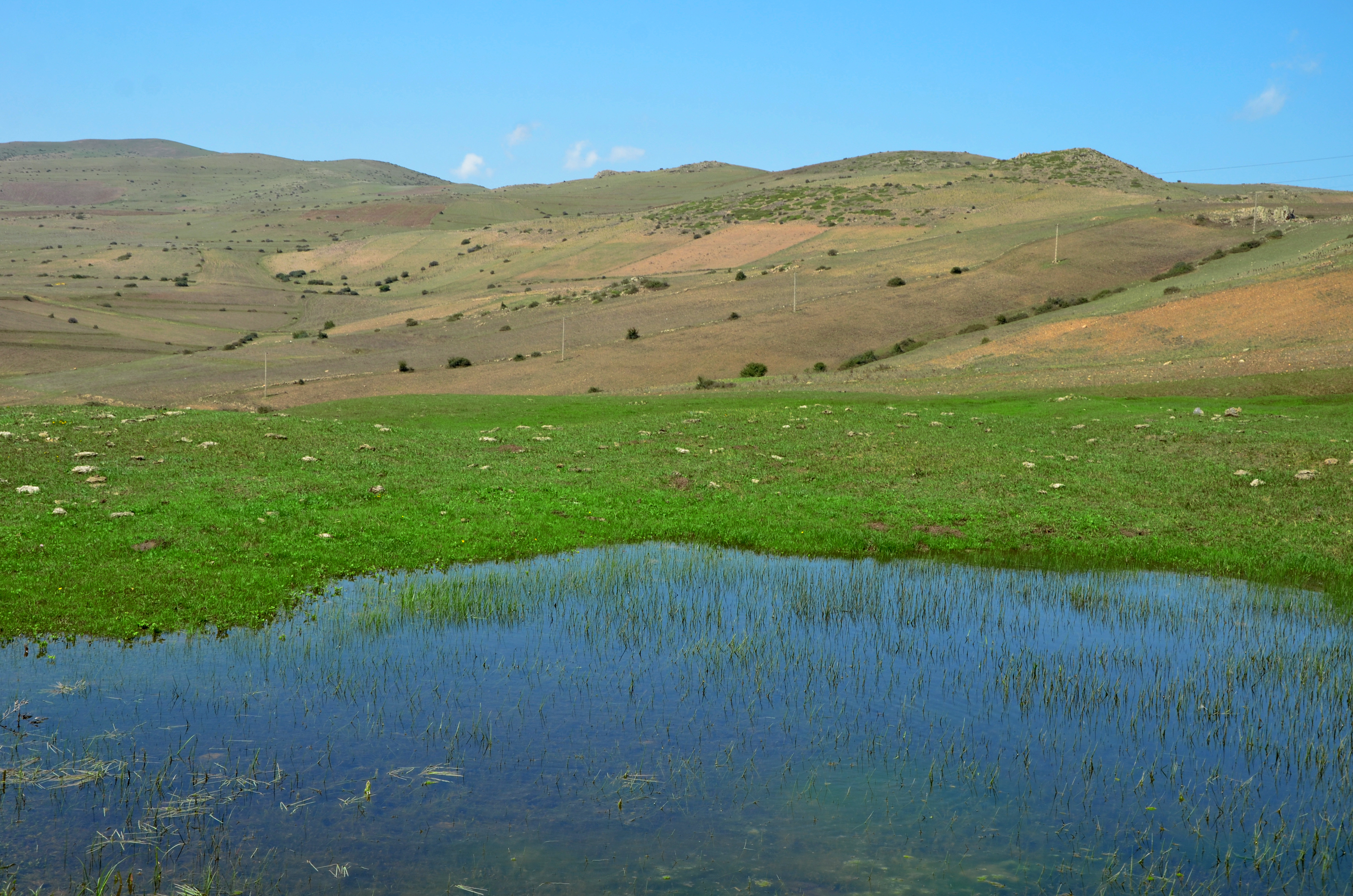
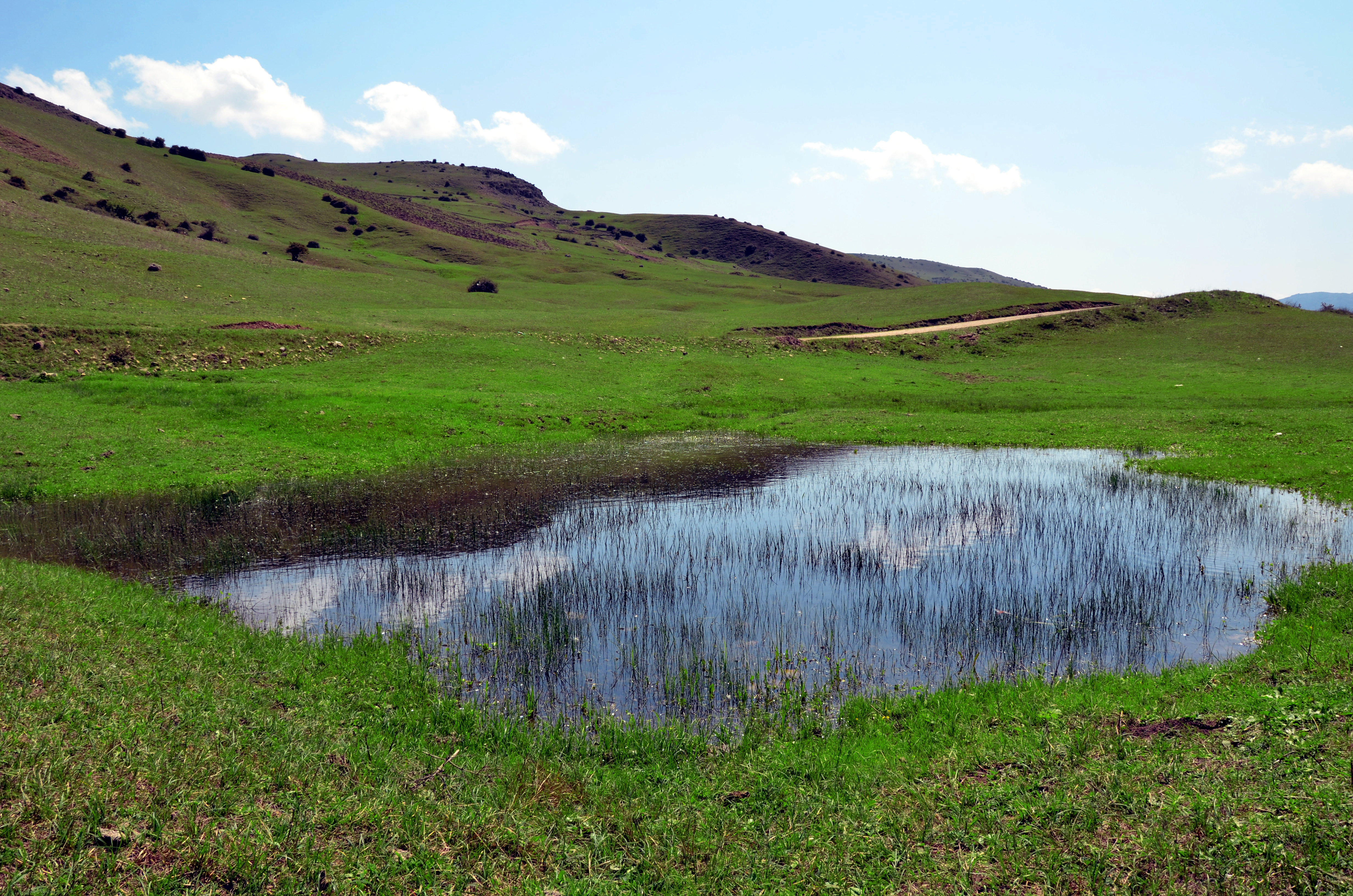

## بخش‌های همسایه دیلمان
- بخش خورگام
- بخش عمارلو
- منطقهٔ اشکور